# Підстепнівська сільська рада
Підстепні́вська сільська рада (рос. Подстепновский сельский совет) — сільське поселення у складі Ребріхинського району Алтайського краю Росії.
Адміністративний центр та єдиний населений пункт — село Підстепне.

## Населення
Населення — 819 осіб (2019; 974 в 2010, 1293 у 2002).